# Юго-западные тайские языки
Ю́го-за́падные та́йские языки́ — одна из двух подгрупп тайских языков, включает тайский язык, лаосский, шанский и другие, с меньшим числом носителей.

## Классификация

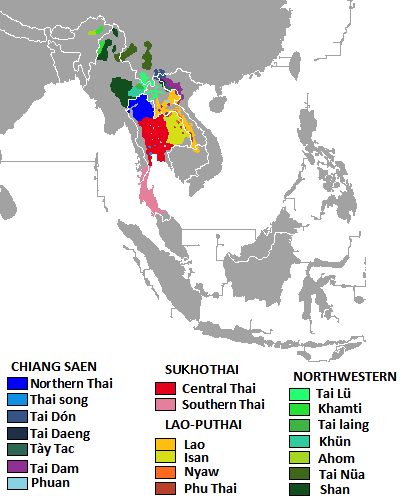
Ареал юго-западной подгруппы

Разделение языков внутри подгруппы вызывает споры среди учёных.

### Чемберлен
Джеймс Чемберлен в своей статье «A New Look at the History and Classification of the Tai Languages» делит юго-западную группу на четыре ветви по признакам наличия/отсутствия придыхательного «п» и слияния/разделения тонов. Хартман (1977) и Браун (1965) поддерживают выделение юго-западнотайских языков на основании расщепления тонов.
Прото-юго-западно-тайский язык
- ветвь, в которой появился звук /p/:
  - ветвь, в которой появился тон *A 1-23-4:
    - шанский язык;
    - китайское наречие шанского языка (англ. Tse Fang);
    - муанг-ка (англ. Muang Ka);

  - ветвь, в которой разделились тоны *ABCD 123-4; B=DL:
    - чёрнотайский язык (тай-дам);
    - краснотайский язык;
    - белотайский язык;
    - язык лы;
    - шанский язык;
    - юанский язык;
    - ахомский язык.
- Ветвь, в которой появился звук /ph/ и разделение тонов (*A 1-23-4):
  - ветвь, в которой разделяются тоны *BCD 123-4:
    - тайский язык;
    - пхутайский язык[англ.] (пхутай);
    - тай-ныа[4];
    - пхуанский язык.

  - Ветвь, в которой разделаются тоны *BCD 1-23-4; B≠DL:
    - лаосский язык;
    - южнотайский диалект.

### Эдмондсон и Солнит
Эдмондсон и Солнит делят юго-западные тайские языки на две подгруппы. Согласно их данным, тай-ныа и кхамти первыми отделились от прототайского языка.
1. Северная группа — тай-ныа; шан-тайок (китайский шанский), кхамти;
2. южная группа — шанский и остальные юго-западные.

Изоглосса между северной и южной группой проведена по мьянманско-китайской границе, по городам Манши, Намхкам и Жуйли.
Эдвард Робинсон отрицает правомерность такого деления в работе «Features of Proto-Nüa-Khamti» (1994), утверждая, что ныа и кхамти отстоят от других языков группы по следующим признакам:
1. огублённые велярные взрывные согласные стали неогублёнными;
2. трёхчастное разделение тона A1-23-4;
3. слияние тонов A23 и B4;
4. гласные нижнего ряда /ɛ/ и /ɔ/ слились, соответственно, с /e/ и /o/;
5. *ʔb > m.

### Ло
Ло Юнсянь (2001) считает, что язык тай-ныа должен быть помещён в ветвь «северо-западных тайских языков». Ло утверждает, что языки северо-западной ветви обладают многими чертами языков северной и центральной ветвей, которых нет в юго-западнотайских языках. Он предлагает следующее деление тайских языков:
- севернотайские;
- центральнотайские;
- юго-западнотайские;
- северо-западнотайские.

### Питтайяпорн
Согласно Питтайяпорну (2009:301), юго-западнотайские языки выделены на основании сдвига *kr- и rarr; *ʰr-.

## Языки
Южнотайские языки обычно считаются наиболее отличающимися друг от друга; в них сохраняются остатки развития тонов, которые в центральных и западных языках исчезли.
Таблица повторяет аналогичный материал в Ethnologue.
- Южнотайский диалект — Таиланд.
- Языки чианг сэм (Chiang Saem):
  - чёрнотайский язык — «тай-дам», Вьетнам;
  - севернотайский язык — «ланна», «тай-юан», Таиланд, Лаос;
  - пхуанский язык — Таиланд;
  - тхай-сонг (Thai Song, Таиланд);
  - тайский язык — Таиланд;
  - тай-мыонгский язык — «тай-ханг-тонг», Вьетнам;
  - белотайский язык («тай-кхау», «тай-дон», Вьетнам);
  - краснотайский язык — Вьетнам;
  - тэй-так — Вьетнам;
  - тху-лао — Вьетнам.
- Лао-пхутайские языки (4):
  - лаосский язык — Лаос;
  - тай-йо (тай-ньо; Таиланд);
  - пхутайский язык[англ.] — Таиланд;
  - исанский язык (северо-западнотайский, Таиланд, Лаос).
- Северо-западнотайские языки (9):
  - ахомский язык (Ассам — вымер. Современный ассамский язык принадлежит к индоевропейским;
  - язык лы — «луэ», «тай-луэ», Китай, Вьетнам, Таиланд, Лаос, Бирма;
  - кхамти — Ассам, Бирма;
  - тай-лай — «тай-най», «тай-лаинг», Бирма;
  - кхынский язык — «куэн», Бирма;
  - кхам-мыангский язык[англ.] — Ассам;
  - шанский язык — «тай шан», «дэхун», Бирма;
  - айтон — Ассам;
  - тай-ныа — Китай, Вьетнам, Таиланд, Лаос;
  - пхаке — Ассам;
  - турунгский язык — вымерший, Ассам.

Согласно Ethnologue, юго-западнотайскими также являются тай-я (Китай), пу-ко (Лаос), па-ди (Китай), тай-тхань (Вьетнам), тай-лонг (Лаос), тай-хунцзинь (Китай), йонг (Таиланд). Не известно, какое место они занимают в приведённой иерархии. Также в Ethnologue «тайскими» названы куанский (Лаос), риен (Лаос), тай-до (Вьетнам), тай-пао (Лаос), а также тай-кханг (Лаос). С географической точки зрения эти языки относятся к юго-западным.
Ethnologue также включает в состав группы вьетнамский язык шапа, который Питтайяпорн считает наиболее близким к юго-западнотайским языкам, не входящим в их состав. Питтайяпорн считает буйский язык юго-западнотайским, а Ethnologue включает его в состав севернотайских.